# عبدالمحسن العسیری
عبدالمحسن العسیری (انگلیسی: Abdulmohsen Assiri؛ زادهٔ ۱۱ ژوئن ۱۹۹۰) یک ورزشکار اهل عربستان سعودی است.
از باشگاه‌هایی که در آن بازی کرده‌است می‌توان به باشگاه فوتبال النصر عربستان سعودی و باشگاه فوتبال الرائد عربستان سعودی اشاره کرد.